# 杨瀚 (政协委员)
杨瀚（1954年—），陕西蒲城人，汉族，中华人民共和国政治人物、第十一届全国政协委员。杨虎城之孙。

## 生平
加入中国共产党，担任中国文史出版社编辑、西安事变研究会会长。2008年，当选第十一届全国政协委员，代表特别邀请人士，分入第五十七组。并担任港澳台侨委员会专委。
杨瀚曾在2005年和2006年多次写信给连战和馬英九，请求为杨虎城“平反”。2006年12月12日，中國國民黨黨史史料編纂委員會主任邵銘煌作出回應：“張學良與楊虎城當年身為中華民國將領，不僅沒有積極剿共，還以非常手段挾持統帥，這種行為幾乎等於是『軍事政變』，即使在今天的中國，也應該受到制裁，不可能被容忍，更沒有所謂『平反』的問題。”
2013年11月，楊瀚再次致函中國國民黨主席馬英九，呼籲平反楊虎城以使中國國民黨「進一步擺脫歷史的黑暗」。中國國民黨黨史會主任王文隆表示，西安事變受軍法審判，目前沒有平反問題。